# СКА-Ростов-на-Дону
«СКА-Ростов-на-Дону» — ранее существовавший женский футбольный клуб из Ростова-на-Дону.

## История
Клуб основан в 2006 году на базе мужского футбольного СКА. Перед стартом сезона 2007 года главный тренер Евгений Перевертайло ставил перед командой задачу бороться за чемпионство, однако, по итогам сезона, команда заняла седьмое место. В конце 2008 года в связи с отсутствием возможности финансирования, клуб был расформирован единственным владельцем Иваном Саввиди.
Прежние названия
- 2006 — «СКА»
- 2007 — «СКА-Ростов»
- 2008 — «СКА-Ростов-на-Дону»

## Тренеры
- Перевертайло, Евгений Николаевич (2006 — июль 2007)
- Ларин, Александр Анатольевич (2007, с июля)
- Микадзе, Гоча Сергеевич (2008)

## Достижения

### Титульные
- Первый дивизион — 3-е место (в 2006 году).
- Чемпионат России — -е место (в 2008 году).
- Кубок России — 1/2 финала (в 2008 году).

### Матчевые
самые крупные победы (без учёта технических результатов)
- 19:0 над «Балтией-Локомотивом» (Калининград) в Первом дивизионе 6 августа 2006
- 4:1 над «Рязанью-ВДВ» (Рязань) 19 октября 2008, 3:0 над «Авророй» (Санкт-Петербург) 11 июня 2007, над «Энергией» (Воронеж) 30 июня 2008 в Высшем дивизионе
- 1:0 над «Кубаночкой-СДЮШОР» (Краснодар) в Кубке России 30 апреля 2007

самые крупные поражения
- 0:3 от «Энергии» (Воронеж) в Первом дивизионе 9 сентября 2006
- 0:5 от «Звезды-2005» (Пермь) в Высшем дивизионе 6 августа 2008
- 0:2 от «Спартака» (Москва) 3 мая 2006 и от «Рязани-ВДВ» (Рязань) 19 мая 2007 в Кубке России

## Результаты выступлений
без учёта мячей забитых в сериях послематчевых пенальти
с учётом технических результатов

| Сезон                            | Клуб                             | Чемпионат России                 | Чемпионат России                 | Чемпионат России                 | Чемпионат России | Чемпионат России | Чемпионат России | Чемпионат России | Чемпионат России | Чемпионат России | Чемпионат России | Чемпионат России | Кубок    | Главный тренер                        | Источники |
| Сезон                            | Клуб                             | Дивизион                         | Этап                             | Место                            | И                | В                | Н                | П                | МЗ               | МП               | РМ               | О                | Кубок    | Главный тренер                        | Источники |
| -------------------------------- | -------------------------------- | -------------------------------- | -------------------------------- | -------------------------------- | ---------------- | ---------------- | ---------------- | ---------------- | ---------------- | ---------------- | ---------------- | ---------------- | -------- | ------------------------------------- | --------- |
| 2006                             | СКА                              | Первый дивизион                  | —                                | 3 из 6                           | 10               | 7                | 0                | 3                | 58               | 8                | +50              | 21               | ⅛ финала | Евгений Перевертайло                  | [ 3 ]     |
| 2007                             | СКА-Ростов                       | Высший дивизион                  | —                                | 7 из 9                           | 16               | 4                | 4                | 8                | 13               | 15               | -2               | 16               | ¼ финала | Евгений Перевертайло/ Александр Ларин | [ 4 ]     |
| 2008                             | СКА-Ростов-на-Дону               | Высший дивизион                  | Первый этап                      | 1 из 7                           | 12               | 6                | 3                | 3                | 19               | 18               | +1               | 21               | ½ финала | Гоча Микадзе                          | [ 5 ]     |
| 2008                             | СКА-Ростов-на-Дону               | Высший дивизион                  | Второй этап (1-4 места)          | 3 из 7                           | 6                | 1                | 1                | 4                | 5                | 11               | -6               | 4                | ½ финала | Гоча Микадзе                          | [ 5 ]     |
| 2008                             | СКА-Ростов-на-Дону               | Высший дивизион                  | Высший дивизион 2008 (Итог)      | из 7                             | 18               | 7                | 4                | 7                | 24               | 29               | -5               | 25               | ½ финала | Гоча Микадзе                          | [ 5 ]     |
| Итого Первый дивизион (1 сезон)  | Итого Первый дивизион (1 сезон)  | Итого Первый дивизион (1 сезон)  | Итого Первый дивизион (1 сезон)  | Итого Первый дивизион (1 сезон)  | 10               | 7                | 0                | 3                | 58               | 8                | +50              |                  |          |                                       |           |
| Итого Высший дивизион (2 сезона) | Итого Высший дивизион (2 сезона) | Итого Высший дивизион (2 сезона) | Итого Высший дивизион (2 сезона) | Итого Высший дивизион (2 сезона) | 34               | 11               | 8                | 15               | 37               | 44               | -7               |                  |          |                                       |           |
| Всего                            | Всего                            | Всего                            | Всего                            | Всего                            | 44               | 18               | 8                | 18               | 95               | 52               | +43              |                  |          |                                       |           |

1. ↑  после сезона 2008 «СКА-Ростов-на-Дону» в связи с финансовыми трудностями прекратил существование в межсезонье

### Кубок России
без учёта мячей забитых в сериях послематчевых пенальти
без учёта технических результатов

| Сезон             | Кубок России | Кубок России | Кубок России | Кубок России | Кубок России | Кубок России | Кубок России | Кубок России |
| Сезон             | И            | В            | Н            | П            | МЗ           | МП           | РМ           | Итог         |
| ----------------- | ------------ | ------------ | ------------ | ------------ | ------------ | ------------ | ------------ | ------------ |
| 2006              | 1            | 0            | 0            | 1            | 0            | 2            | -2           | ⅛ финала     |
| 2007              | 2            | 1            | 0            | 1            | 1            | 2            | -1           | ¼ финала     |
| 2008              | 3            | 0            | 3            | 0            | 3            | 3            | 0            | ½ финала     |
| Итого за 3 сезона | 6            | 1            | 3            | 2            | 4            | 7            | -3           |              |